# Candis Cayne
Candis Cayne (29 de agosto de 1971) é uma atriz, dançarina, coreográfa e artista de performance norte-americana. Começou a sua carreira profissional como drag queen em Nova York, durante a década de 1990, e se assumiu transgênero em 1996.
É reconhecida por ter interpretado a amante Carmelita no drama da ABC, Dirty Sexy Money, em 2007, tornando-se na primeira atriz transgênero a interpretar um personagem transgênero recorrente no horário nobre. É também conhecida do público mais jovem pelo seu papel como a Fairy Queen (Rainha das Fadas) na série de fantasia The Magicians.

## Família e Educação

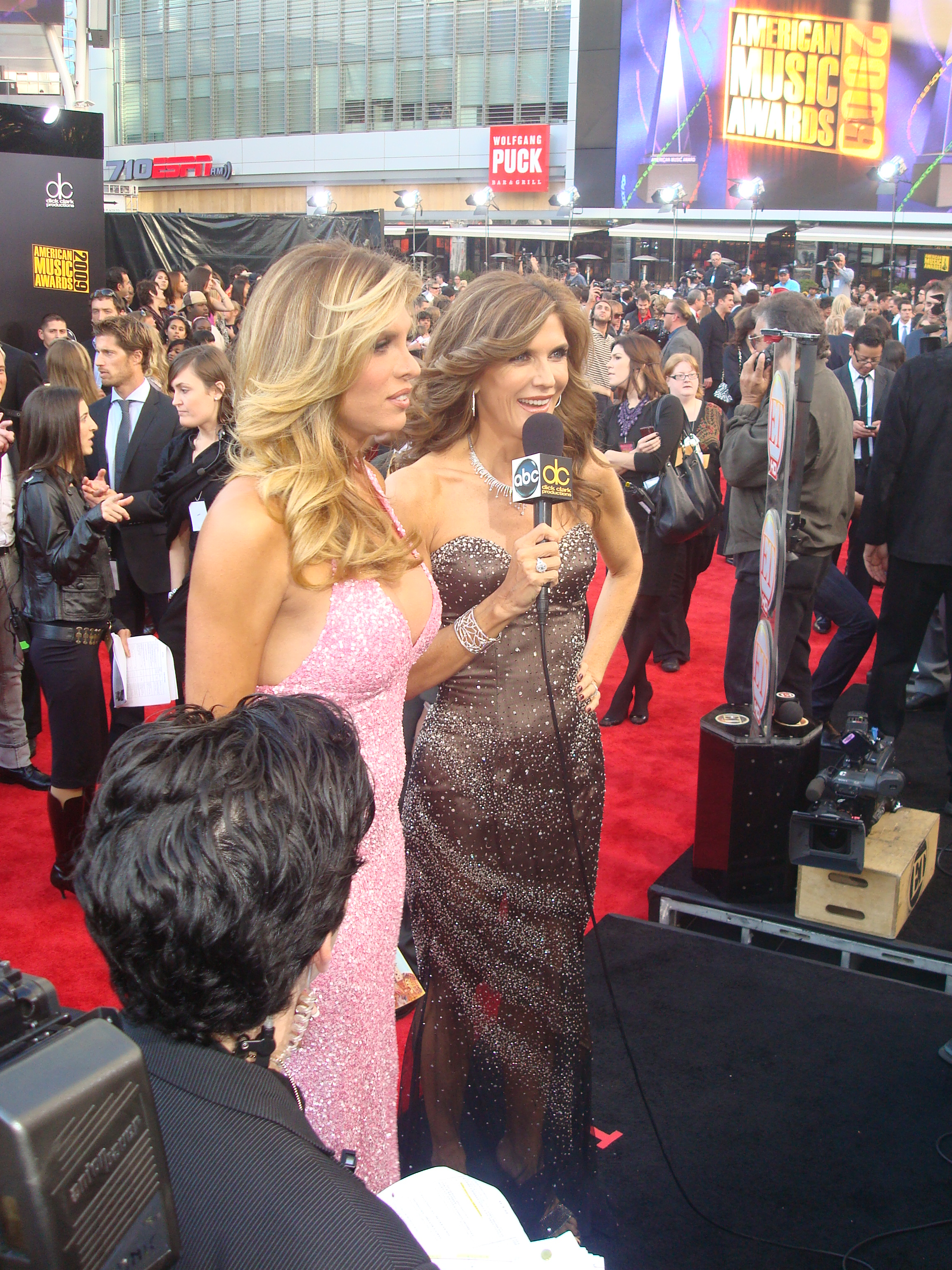
Candis Cayne e Julie Moran nos American Music Awards de 2009

Registada à nascença como Brendan McDaniels, Candis Cayne tem um irmão gêmeo chamado Dylan. Durante a sua infância, os seus pais eram professores numa escola Waldorf. Durante a sua infância viveu com a sua família no campus da escola. Formou-se pela Henry Perrine Baldwin High School no Havaí em 1989. Um ano depois partiu para Los Angeles, onde se formou como dançarina.

## Carreira
No início da década de 1990, mudou-se para Nova York, tornando-se conhecida como coreógrafa e drag performer. Cerca de três anos após a sua chegada, percebeu que o termo transgênero descrevia como se sentia em relação a si mesma, começando o processo de transição. Já se apresentando como "Candis Cayne" no bar gay Boy Bar e como artista de destaque no Tour de Chelsea, ambos em Nova York, a artista participou do Wigstock, o festival drag anual no East Village, em Manhattan, ganhando rápida notoriedade.
Em 1995, participou no documentário Wigstock: The Movie, no filme de comédia dramática Stonewall e no filme de comédia da Universal Studios, To Wong Foo, Thanks for Everything! Julie Newmar, para o qual também fez a coreografia. Um ano depois, teve um papel secundário no filme de comédia dramática Always Something Better (também conhecido como Never Look Back). Em 1997, participou no documentário Drag Time da HBO, ao lado de muitos outros artistas famosos da vida noturna de Nova York. Durante o mesmo período, Candis participou no videoclipe de "A Little Bit of Love", de RuPaul, com Jazzmun, e estrelou como personagem principal no filme independente Mob Queen de Jon Carnoy, em 1998. Anos mais tarde, em 2007, colaboraria novamente com RuPaul, ao interpretar a personagem Annaka Manners no filme Starrbooty.
Em 2001, venceu o concurso drag Miss Continental.
Entre 2007 a 2008, Candis Cayne interpretou Carmelita Rainer, uma mulher trans que mantinha um caso amoroso com o procurador-geral de Nova York, Patrick Darling, interpretado por William Baldwin, no drama de horário nobre da ABC, Dirty Sexy Money. Posteriormente, em 2010, teve um pequeno papel com a personagem transgênero Alexis Stone na sexta e última temporada de Nip/Tuck, e em 2011, fez uma participação especial no programa Necessary Roughness, como Geraldine. Em 2015, começou a fazer aparições nas temporadas 1 e 2 do reality show de Caitlyn Jenner, I Am Cait, e entre 2017 e 2018, desempenhou o papel de Fairy Queen (Rainha das Fadas) na série The Magicians, emitida pelo canal Syfy.
Foi também júri e instritutora de dança no programa RuPaul's Drag U. Como professora de dança, ensinou aos concorrentes a coreografia original da música "No Scrubs" de TLC e "Milkshake" de Kelis.
Em 2020 participou no documentário Disclosure: Trans Lives on Screen e apresentou a terceira edição do espetáculo de drag e música transmitido ao vivo Werq the World.

## Ativismo

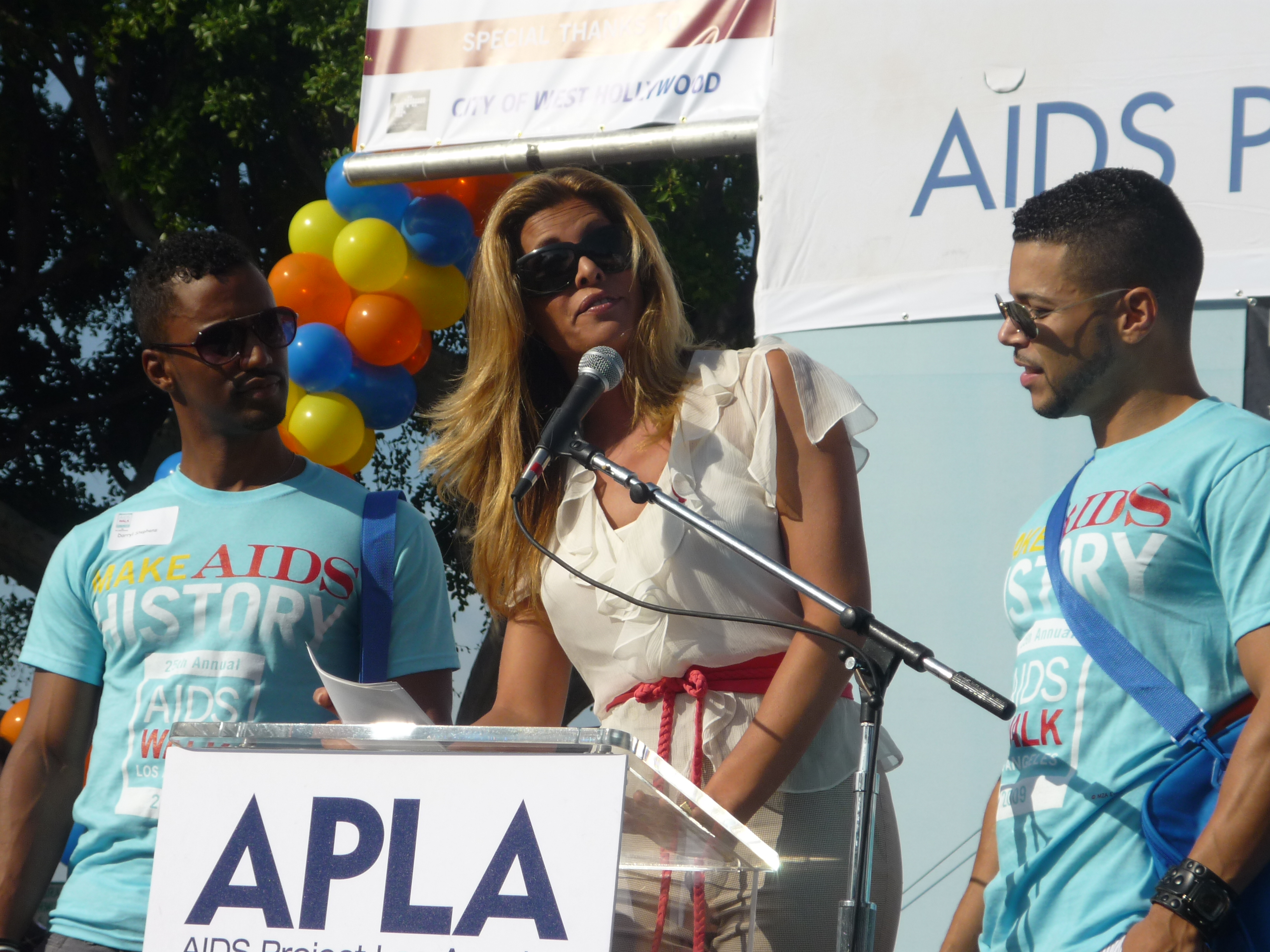
Darryl Stephens, Candis Cayne e Wilson Cruz no 25º AIDS Walk

Candis Cayne começou a sua transição em 1996, tendo declarado, no entanto, que não ambicionava ser uma porta-voz da comunidade transgênero: "só quero ser vista como um ser humano vivo". Em entrevistas referiu-se à comunidade LGBT como "a última grande minoria". Apoia a instituição de caridade LGBT+ GLAAD.
Em Agosto de 2015, começou a colaborar com a app e rede social MOOVZ, assumindo o cargo de new global creative director.

## Vida Pessoal
Durante mais de oito anos, terminando em 2010, Candis Cayne teve um relacionamento com o DJ Marco McDermott, a quem se referia até então como seu marido. Durante esses anos, ajudou a criar a filha de McDermott, Satori, de um relacionamento anterior.
Em 2016, durante a segunda temporada do reality show I Am Cait, Candis referiu que gostaria da possibilidade de adotar como mãe solteira.

## Filmografia

### Cinema
| Ano  | Título                                           | Personagem       | Notas                                        |
| ---- | ------------------------------------------------ | ---------------- | -------------------------------------------- |
| 1995 | Wigstock: The Movie                              | Candis Cayne     | documentário creditada como Brendan McDaniel |
| 1995 | Stonewall                                        | Diva             |                                              |
| 1995 | To Wong Foo, Thanks for Everything! Julie Newmar | Candis Cayne     | creditada como Brendan McDaniel              |
| 1996 | Always Something Better                          | Billee           |                                              |
| 1997 | Drag Time                                        | Candis Cayne     |                                              |
| 1998 | Mob Queen                                        | Glorice Kalsheim |                                              |
| 1999 | Charlie!                                         |                  | curta-metragem                               |
| 1999 | In the Closet                                    |                  |                                              |
| 2006 | My Heart Belongs to Data                         | Candis Cayne     | curta-metragem                               |
| 2007 | Starrbooty                                       | Annaka Manners   |                                              |
| 2008 | Libanesa Loira                                   | Libanesa         | filme falado em português                    |
| 2011 | Making the Boys                                  | Candis Cayne     |                                              |
| 2012 | Meth Head                                        | Pinkie           |                                              |
| 2012 | Groom's Cake                                     | Candis Cayne     | curta-metragem                               |
| 2014 | Crazy Bitches                                    | Vivianna         |                                              |
| 2020 | Disclosure: Trans Lives on Screen                | Candis Cayne     | documentário                                 |
| 2020 | I Hate New's Year                                | Zelena/Marley    |                                              |

### Televisão
| Ano       | Título                    | Personagem         | Notas                               |
| --------- | ------------------------- | ------------------ | ----------------------------------- |
| 2007      | CSI: NY                   | Quentin Conrad     | Episódio "The Lying Game"           |
| 2008      | Sordid Lives: The Series' | Therapist #19      | Episódio "An Audacious Affair"      |
| 2007–08   | Dirty Sexy Money          | Carmelita Rainer   | 11 episódios                        |
| 2009      | Nip/Tuck                  | Alexis Stone       | 2 episódios                         |
| 2010      | Drop Dead Diva            | Allison Webb       | Episódio "Queen of Mean"            |
| 2011      | Necessary Roughness       | Geraldine          | Episódio "Dream On"                 |
| 2011      | RuPaul's Drag U           | Instrutora e Júri  | Episódio "Naughty Nurses"           |
| 2012      | She's Living for This     |                    | Episódio "The Candis Cayne Episode" |
| 2012–17   | RuPaul's Drag Race        |                    | 4 episódios                         |
| 2013–14   | Elementary                | Mrs. Hudson        | 3 episódios                         |
| 2015–16   | I Am Cait                 |                    | 15 episódios                        |
| 2016      | Heartbeat                 | Ava                | Episódio: "Permanent Glitter"       |
| 2017-2018 | The Magicians             | Fairy Queen        | 10 episódios                        |
| 2017      | Transparent               | Jolene             | Episódio “Born Again”               |
| 2018      | Grey's Anatomy            | Dr. Michelle Velez | 2 episódios                         |
| 2021      | The Sherry Vine Show      | Convidada          |                                     |

### Videoclip
| Ano  | Título                 | Artista  | Notas     |
| ---- | ---------------------- | -------- | --------- |
| 1997 | "A Little Bit of Love" | RuPaul   | Dançarina |
| 2017 | "Faces"                | Mila Jam | Figurante |
| 2020 | "Nerves of Steel"      | Erasure  | Figurante |